# Arisaema pachystachyum
Arisaema pachystachyum är en kallaväxtart som beskrevs av Wilbert Leonard Anna Hetterscheid och Guy Gusman. Arisaema pachystachyum ingår i släktet Arisaema och familjen kallaväxter. Inga underarter finns listade.